# Paracaesio kusakarii
Paracaesio kusakarii és una espècie de peix de la família dels lutjànids i de l'ordre dels perciformes.

## Morfologia
- Els mascles poden assolir 60 cm de longitud total.[3][4]

## Hàbitat
És un peix marí de clima tropical i associat als esculls de corall que viu entre 100-310 m de fondària.

## Distribució geogràfica
Es troba des de Samoa fins a Taiwan i Singapur, i des de les Illes Ryukyu i Ogasawara fins a Nova Caledònia i el nord-est d'Austràlia.

## Ús comercial
Es comercialitza fresc.